# Deșteaptă-te, Române!
Deșteaptă-te, Române! (Desperta't, Romanès!) és el títol de l'himne nacional romanès. Els seus versos estan compostos per Andrei Mureșanu (1816-1863) i la seva música per Anton Pann (1796-1854). Va ser escrit i publicat durant la revolució de 1848, quan se li va donar el nom de "Un răsunet" (Un eco). Va ser acceptat immediatament, i va ser cantat per primera vegada el 29 de juny del mateix any en la localitat de Râmnicu Vâlcea, on va ser transformat en himne amb el títol "Deșteaptă-et, Române" (Desperta, Romanès).
Aquest himne es va fer immediatament amb els cors de tots els romanesos pel seu missatge esperançador de llibertat i patriotisme. A partir d'aquell moment va estar present en tots els conflictes on participaven els romanesos, així com en boca de tots aquests quan Romania va declarar la guerra a l'Alemanya nazi dirigida per Adolf Hitler. En finalitzar la Segona Guerra Mundial Romania va quedar dins de la zona d'influència soviètica, assolint el control progressiu del govern els comunistes romanesos, fins que el 30 de desembre de 1947 van obligar a abdicar el rei Miquel I. Aleshores l'himne nacional va ser substituït per l'himne Trei Culori (Tres colors) que havia estat compost musicalment per Ciprian Porumbescu a finals del segle xix, però que se li va canviar la lletra per fer una composició d'acord amb el règim comunista. L'himne Deșteaptă-te, Române! va esdevenir un símbol nacional al llarg dels esdeveniments revolucionaris de desembre de 1989 que van posar fi al règim comunista de Nicolae Ceaușescu. Va ser tant present aquest himne al carrer, que les noves autoritats postrevolucionàries el van rehabilitar de nou com a himne nacional de Romania.

## Versos en romanès
Deșteaptă-te, române, din somnul cel de moarte,

În care te-adânciră barbarii de tirani!

Acum ori niciodată croiește-ți altă soarte,

La care să se-nchine și cruzii tăi dușmani!
Acum ori niciodată să dăm dovezi în lume

Că-n aste mâni mai curge un sânge de roman,

Și că-n a noastre piepturi păstrăm cu fală-un nume

Triumfător în lupte, un nume de Traian!
Priviți, mărețe umbre, Mihai, Ștefan, Corvine,

Româna națiune, ai voștri strănepoți,

Cu brațele armate, cu focul vostru-n vine,

«Viață-n libertate ori moarte!» strigă toți.
Preoți, cu crucea-n frunte! căci oastea e creștină,

Deviza-i libertate și scopul ei preasfânt,

Murim mai bine-n luptă, cu glorie deplină,

Decât să fim sclavi iarăși în vechiul nost’ pământ!

## Traducció al català
Desperta, romanès, del son de la mort,

en el qual et van sumir els bàrbars tirans!

Ara o mai, forja't un altre destí

davant el qual s'inclinin els teus cruels enemics.

Ara o mai donem proves al món

que per aquestes venes encara corre sang de romanès,

i que en el nostre cor conservem amb orgull

un nom que triomfa en la lluita, el nom de Trajà!

Mireu, glorioses ombres de Miquel, Esteve i Corví

a la nació romanesa, car és la vostra descendent.

Amb els braços armats, amb el vostre foc a les venes

"Vida en llibertat o mort!" criden tots.

Marxin els sacerdots amb la creu davant, car l'exèrcit és cristià.

El lema és llibertat i el seu propòsit és sagrat.

Abans morim en la lluita, plens de glòria,

que ésser de nou esclaus en la nostra vella terra!